# 興證國際
興證國際金融集團有限公司，簡稱興證國際金融集團和興證國際（英語：China Industrial Securities International Financial Group Limited，港交所：6058），是一家集環球證券及期貨經紀、機構銷售與交易、企業融資、固定收益、資產管理、私人財富管理等投融資業務於一體的綜合性金融集團，持有香港證監會頒發的第 1、2、4、5、6、9 類受規管活動牌照。
2011年興業證券股份有限公司於香港成立「興證（香港）金融控股有限公司」，2012年開始營業。
興證（香港）金融控股有限公司在經過重組之後，作為興證國際金融集團有限公司在2016年10月20日於港交所創業板上市，股票編號為 8407。全球發售為10億股，每股招股價為1.18至1.39港元，集資額為12.39億港元，3名基石投資者為興業國際信託認購1億股、中科創資本認購1.5億港元股份及嘉實資本管理認購3.9億港元股份。
而上述提及首天上市期間，周嘉儀首次用臉書直播，直播有關首天上市儀式；而收盤報為1.34港元，較招股價漲幅為1%，每手帳面賺20港元。
2017年6月19日，前辦公地點之一友邦金融中心搬遷至中環康樂廣場8號交易廣場3期7樓。
2019年1月3日，興證國際由創業板轉為主板上市，股票編號為 6058。。